# Dubbelkommando
Dubbelkommando (DK) och enkelkommando (EK) är begrepp som används inom övningskörning och skolflygning med mera och avser antingen att övningsfordonet har dubbel/enkel uppsättning styrorgan, såsom en för elev och en för lärare, alternativt att en lärare finns/saknas ombord under en övningskörning/skolflygning. Begreppet kan även förekomma utanför utbildning i liknande anseende.